# Eriborus cryptoides
Eriborus cryptoides är en stekelart som först beskrevs av Joseph Vachal 1907.  Eriborus cryptoides ingår i släktet Eriborus och familjen brokparasitsteklar. Inga underarter finns listade i Catalogue of Life.